# Gino Burrini
Gino Burrini (* 12. Mai 1934 in Pelugo; † 20. April 2022 in Tione di Trento) war ein italienischer Skirennläufer.

## Karriere
Gino Burrini erlernte im Alter von neun Jahren das Skifahren. Im Jahr 1956 wurde er italienischer Meister im Riesenslalom sowie in der Abfahrt und ging bei den Olympischen Winterspielen in Cortina d’Ampezzo an den Start. Dort belegte er im Riesenslalom-Rennen Rang zehn und wurde im Abfahrtsrennen Sechster. In den beiden Folgejahren wurde er erneut italienischer Meister im Riesenslalom.
Auch sein Bruder Bruno war Skirennläufer und nahm ebenfalls an den Olympischen Spielen 1956 teil.